# Aktion 3. Welt Saar
Die Aktion 3. Welt Saar ist eine eigenständige, allgemeinpolitische Organisation, die deutschlandweit arbeitet und ihren Sitz im Saarland hat.

## Leitbild
Nach ihrem Leitbild setzt sich der Verein für Freiheit, Gerechtigkeit, Selbstbestimmung und eine lebenswerte Zukunft für alle Menschen ein. Sie sieht sich als unabhängig und überparteilich, nicht aber als unparteiisch. Da sie ihren Wertvorstellungen hauptsächlich durch politische Arbeit Geltung verschafft, sieht sie sich als politische Organisation und spricht damit den Parteien das Monopol auf Politik ab.
Als ihr zentrales Thema sieht die Aktion 3. Welt Saar die soziale Gerechtigkeit.

## Inhaltliches Profil

### Fairer Handel
Die Aktion 3. Welt Saar betreibt im vereinseigenen Haus in Losheim am See einen Weltladen, in dem nach eigenem Bekunden „für gute Produkte faire Preise gezahlt werden“.
Der Weltladen sieht sich dabei explizit als „politischer Weltladen“, soll heißen: Er möchte über die wirtschaftlichen Zusammenhänge, die viele Länder in Armut halten, informieren. So wird beispielsweise auf Produkte hingewiesen, die durch Kinderarbeit entstehen und Alternativen dazu aufgezeigt.
Wichtig ist der Aktion 3. Welt Saar dabei, dass die Arbeit gerecht verteilt ist und dass Löhne gezahlt werden, die ein angemessenes Leben ermöglichen.

### Positionen zu Rassismus und Diskriminierung
Die Gruppe setzt sich für eine Gesellschaft ein, die den Menschen als Menschen sieht und ihn nicht nach seinem Äußeren, nach seiner regionalen Herkunft oder seiner Religion beurteilt. Deshalb arbeitet sie auch gegen rechten wie linken Antisemitismus.
Die Aktionsgruppe berät Flüchtlinge und sieht einen nötigen Kampf gegen Fluchtursachen. Sie lehnt es ab, Menschen nur auf ihre marktwirtschaftliche Leistungsfähigkeit zu reduzieren und wirbt in diesem Rahmen für großzügigere Asylgesetze. In diesem Zusammenhang ist sie auch aktives Mitglied im Sarländischen Flüchtlingsrat, mit dem sie zum Beispiel alle fünf Jahre zum öffentlichen Gedenken an Samuel Kofi Yeboah aufruft.
Die Aktion 3. Welt Saar hält es für falsch verstandene Toleranz, islamistische Strömungen unter dem Mantel der Religionsfreiheit zu dulden. Sie unterscheidet explizit zwischen Islam und Islamismus. Die vom Islamismus propagierte Idee eines islamischen Gottesstaates, in dem die Religion den Alltag diktiert und normiert, lehnt sie aufgrund ihrer Vorstellungen von Freiheit und Selbstbestimmung ab.

### Globalisierung und Ökologie
Der Aktionskreis sieht es als seine Aufgabe an, auf die Gefahren durch Privatisierungsbestrebungen aufmerksam zu machen. Seiner Ansicht nach müssen „Energie und sauberes Wasser für alle Menschen erreichbar sein und dürfen nicht nach rein marktwirtschaftlichen Erfordernissen verteilt werden“. Er engagiert sich daher für eine dezentrale Energieversorgung, die sich auf den Einsatz erneuerbarer Energieträger konzentriert. Atomenergie lehnt er ab sowie auch gentechnisch veränderte Lebensmittel und Patente auf Saatgut.
In diesem Sinne steht auch die Gründung des Bündnisses „ERNA goes fair“ (ERNA als Kurzform für „Ernährungssicherheit und Nachhaltigkeit“), bei dem der Bundesverband Deutscher Milchviehhalter, der Deutsche Gewerkschaftsbund Bezirk West, die Arbeitsgemeinschaft bäuerliche Landwirtschaft sowie der NABU Landesverband Saarland engagiert sind. Das Bündnis setzt sich für eine faire Landwirtschaft weltweit ein.

## Publikationen
In unregelmäßiger Reihenfolge gibt die Aktion 3. Welt Saar Publikationen zu ihren verschiedenen Themenfeldern heraus.
In ihrer Publikation Zehn kleine Negerlein klärt sie über rassistische Vorurteile in der Kinder- und Jugendliteratur auf. Insbesondere wird auch auf unterschiedliche Strömungen in ost- und westdeutscher Jugendliteratur hingewiesen. Ihre Auflage liegt bei 115.000 Exemplaren und war den Zeitungen die Tageszeitung, Jungle World und der Zeitschrift des iz3w beigelegt. Im Frühjahr 2014 wurde eine überarbeitete Fassung veröffentlicht, welche unter anderem um einen Beitrag zur „N-Wort-Debatte“ ergänzt wurde.
In der im Herbst 2008 letztmals überarbeiteten Publikation mit einer Gesamtauflage von 120.000 Exemplaren Mit Islamismus gegen die Aufklärung bezieht die Aktion 3. Welt Saar Stellung gegen den politischen Islam.
Es wird darauf hingewiesen, dass der islamistische Terror kein emanzipatorisches Potenzial in sich trage und vor falscher Toleranz gewarnt. Auch der geradezu „unbändige Antisemitismus“ und die Bekämpfung jeglicher Individualität werden als Beweise ins Feld geführt, dass es sich beim Islamismus nicht um eine revolutionäre Freiheitsbewegung, sondern um eine reaktionäre Erscheinung handelt. Zugleich müsse jedoch ein klarer Trennstrich gezogen werden gegenüber all jenen, „die den Islamismus als Vorwand nehmen, um Europa zu einer Festung gegen Flüchtlinge zu machen und dem herrschenden Standortrassismus frönen, sowie innenpolitisch Bürgerrechte abbauen und eine nationale Leitkultur predigen“. Als Negativbeispiele solcher nur vorgeblich um die Menschenrechte besorgter Gruppierungen werden der Weblog Politically Incorrect sowie die Bürgerbewegung pro Köln und die Bürgerbewegung Pax Europa genannt. Für sie diene „der Kampf gegen den Islamismus“ lediglich „als Maske ihrer Fremdenfeindlichkeit“.
Im Sommer 2009 erschien in dritter Auflage in Zusammenarbeit mit der Arbeitsgemeinschaft bäuerliche Landwirtschaft das Flugblatt Streit ums Saatgut. Darin wird der Kampf von Bauern geschildert, auch ohne Genehmigung der Firma Europlant die Kartoffel Linda weiter anbauen zu können. Anhand dieses Beispiels wird ein Bogen geschlagen zu dem weltweiten Kampf von Bauern für das Recht, ihre Nutzpflanzen auch weiterhin „nachbauen“ zu dürfen. Es wird dargestellt, wie der Kampf gegen die so genannte Biopiraterie Bauern weltweit im Kampf gegen mächtige Saatgutkonzerne vereint.
In der Ende des Jahres 2009 erschienenen Publikation Bye bye Multikulti – es lebe Multikulti! kritisiert die Aktion 3. Welt Saar ein Verständnis von multikultureller Gesellschaft, das im Widerspruch zu der Allgemeingültigkeit der Menschenrechte steht. Menschenrechtsverletzungen mit der Begründung der kulturellen Verschiedenheit hält sie für „falsche Toleranz und unterlassene Hilfeleistung“. Auf diese Flugschrift gab es zum Teil massive Kritik, so wurde der Aktion 3. Welt Saar unter dem Titel Islamfeindlichkeit von links in der Zeitschrift analyse&kritik „Islam-Bashing“ und die Diffamierung von Pro Asyl vorgeworfen. Viele Reaktionen (von wohlwollend bis kritisch) auf die Flugschrift wurden von der Aktion 3. Welt Saar auf ihrer Homepage veröffentlicht.
Aus Anlass ihres 30-jährigen Jubiläums hat die Aktion 3. Welt Saar im Winter 2012/2013 die Flugschrift Kein Projekt in der 3. Welt – Entwicklungsland Deutschland herausgegeben. Sie skizziert das Grundverständnis der Aktion 3. Welt Saar, die sich allgemeinpolitisch begreift und „an den Stellschrauben vor der eigenen Haustür drehen“ möchte, um „weltweit etwas zu verändern“. Ausgehend von ihrem roten Faden, dem „gleichen Zugang zu den materiellen und kulturellen Ressourcen einer Gesellschaft“ wird die breite Themenpalette der Aktion 3. Welt Saar von Flüchtlingsarbeit, fairem Handel, Agrarthemen, Islamismuskritik, Antisemitismus bis hin zu Fußball (so unterhält die Aktion 3. Welt Saar zum Beispiel eine Fußball-AG) vorgestellt und kurz kommentiert.
Aus Anlass der Internationalen Grünen Woche 2013 gab die Aktion 3. Welt Saar in Kooperation mit dem Bundesverband Deutscher Milchviehhalter die Flugschrift Milch billiger als Wasser – welche Landwirtschaft wollen wir? heraus. In der Publikation wird dargestellt, wie es dazu kommen kann, dass der von Molkereien an Bauern gezahlte Abgabepreis für Milch unter den Produktionskosten liegt und welche Instrumente diesem Faktum Abhilfe schaffen könnten.
Ende 2013 erschien die Flugschrift Vorsicht, die Helfer kommen! NGOs zwischen Hilfe und Hilfsbusiness – in Palästina und anderswo. Neben Kritik an der Idee von Entwicklungshilfe an sich sowie des dahinter stehenden Weltbildes, welches oftmals „geprägt ist von einem bestimmten Blick auf ‚die da unten‘“, werden die Interessen von Nichtregierungsorganisationen (NGOs) beleuchtet. Die von heftigem Widerspruch bis Zustimmung reichenden Reaktionen veröffentlichte die Aktion 3. Welt Saar auf ihrer Homepage.
Unter dem Titel Gegen das Vergessen – Orte des NS-Terrors und Widerstandes veröffentlichte die Aktion 3. Welt Saar zwischen 2010 und 2015 bebilderte Broschüren über die Geschichte der saarländischen Landkreise Merzig-Wadern, Saarlouis und St. Wendel während der Zeit des Nationalsozialismus. Ziel der Publikationen sei es, „Orte des nationalsozialistischen Terrors und des Widerstandes im Landkreis zu benennen, sie gleichfalls als Lernorte der Geschichte erfahrbar zu machen“. Ein Fokus liegt dabei auf der Erinnerung an ortsansässige Opfer und Widerständler, die oftmals nur sehr späte oder gar keine Würdigung erfahren haben. Die Broschüren wurden in den Lehrplan für saarländische Gemeinschaftsschulen aufgenommen.

## Kritik und Kontroversen
Seit mehreren Jahren übt die Aktion 3. Welt Saar Kritik an der Aktion Brot statt Böller, die alljährlich dazu aufruft, einen Teil der Geldsumme, die ansonsten für Feuerwerkskörper in der Silvesternacht investiert wird, für die Entwicklungshilfe zu spenden. Von Seiten der Aktion 3. Welt Saar wird bemängelt, dass der Aufruf „ausschließlich an das schlechte Gewissen appelliere“ und der Zusammenhang zwischen Feuerwerk und der Armut in der Welt vollkommen beliebig gewählt sei: „genauso gut könnte man dazu aufrufen, keine Weihnachtsbäume und Bücher zu kaufen oder Fußball-Hallenturniere ausfallen zu lassen“. Dies bleibt jedoch auch nicht unwidersprochen: die Organisatoren aus dem Bereich der kirchlichen Hilfswerke betonen das große Potenzial dieser Sammlung und verweisen darauf, dass der Aufruf Problembewusstsein für Armut in der Welt schafft. Pro und Contra des Aufrufs werden hier gegenübergestellt.
Das „Kompetenzzentrum Islamismus“ der Aktion 3. Welt Saar kritisierte 2011 während des Wahlkampfes in Rheinland-Pfalz in einer Pressemitteilung ein Faltblatt der (damals) SPD-geführten Landesregierung, welches sich mit dem Umgang von muslimischen Schülerinnen und Schülern beschäftigte. Diese Kritik wurde von CDU-Seite bereitwillig aufgenommen und der Aktion 3. Welt Saar von linken Kritikern daher „Schützenhilfe für die CDU“ vorgeworfen.
Zu Beginn des Jahres 2006 wurde bekannt, dass beim Discounter Lidl fair gehandelte Produkte ins Sortiment aufgenommen werden, die mit dem Fair-Trade-Siegel des gemeinnützigen Vereins Transfair zertifiziert sind. Die Aktion 3. Welt Saar hat in einer Pressemitteilung und mehreren Veranstaltungen Kritik am Vorgehen von Transfair geübt, da Lidl damals wegen seiner schlechten Arbeitsbedingungen massiv in der Kritik stand. Sie nannte es „doppelzüngig, in der 3. Welt für soziale und gewerkschaftliche Standards einzutreten, Gleiches aber vor der eigenen Haustür nicht so genau zu nehmen“. Aufgegriffen wurde die Kritik der Aktion 3. Welt Saar unter anderem von der Informationsstelle Lateinamerika, welche über dieses Thema in ihrer gleichnamigen Zeitschrift berichtete.

## Organisationsstruktur
Die politische und finanzielle Verantwortung der Aktion 3. Welt Saar trägt der Vorstand, welcher laut Satzung des Vereins je für zwei Jahre von der Mitgliederversammlung gewählt wird und ehrenamtlich arbeitet.
Der Beirat steht der Aktion 3. Welt Saar beratend zur Seite und soll mit seinem Fachwissen den Vorstand unterstützend begleiten.
Als Ansprechpartner für Jugendliche im Verein dienen zwei Jugendbeauftragte, die die erste Anlaufstelle für interessierte Jugendliche innerhalb und außerhalb des Vereins sind.